# Saint-Bonnet-le-Troncy
Saint-Bonnet-le-Troncy ist eine französische Gemeinde mit 311 Einwohnern (Stand: 1. Januar 2022) im Département Rhône in der Region Auvergne-Rhône-Alpes. Sie gehört zum Arrondissement Villefranche-sur-Saône und zum Kanton Thizy-les-Bourgs (bis 2015: Kanton Lamure-sur-Azergues). Die Einwohner werden Saint-Bonnins bzw. Saint-Bonnards genannt.

## Geographie

### Lage
Saint-Bonnet-le-Troncy liegt 47 Kilometer nordnordwestlich von Lyon, etwa 27 Kilometer ostnordöstlich von Roanne und rund 24 Kilometer nordwestlich von Villefranche-sur-Saône.

### Nachbargemeinden
Umgeben wird Saint-Bonnet-le-Troncy von den Nachbargemeinden Saint-Vincent-de-Reins im Norden und Westen, Ranchal im Norden, Saint-Nizier-d’Azergues im Osten sowie Meaux-la-Montagne im Süden. 

## Bevölkerungsentwicklung
| Jahr                       | 1962 | 1968 | 1975 | 1982 | 1990 | 1999 | 2006 | 2013 |
| Einwohner                  | 389  | 364  | 281  | 268  | 265  | 273  | 302  | 301  |
| Quellen: Cassini und INSEE |      |      |      |      |      |      |      |      |

## Sehenswürdigkeiten
- Kirche
- Museum Jean-Claude Colin

## Persönlichkeiten
- Jean-Claude Colin (1790–1875), Priester